# Corneliu Barborică
Corneliu Barborică (n. 5 aprilie 1931, Turnu Severin, România – d. 11 mai 2017) a fost un filolog slavist și traducător român, specializat în limba și literatura slovacă.

## Distincții
A fost decorat cu:
- Medalia Muncii (10 august 1964) „pentru merite deosebite în opera de construire a socialismului, cu prilejul celei de a XX-a aniversări a eliberării patriei”[4]
- Ordinul Muncii clasa a III-a (10 iulie 1965) „pentru merite deosebite în realizarea sarcinilor prevăzute în Directivele celui de al III-lea Congres al Partidului Muncitoresc Român”[5]
- Ordinul Crucii Albe Duble (Slovacia) în grad de comandor.

## Opera

### Scrieri științifice
- Karel Čapek: monografie, Editura Univers, București, 1971, 243 p.
- Poetică și stilistică : orientări moderne : prolegomene și antologie, Editura Univers, București, 1972, 702 p. – în colaborare cu Mihail Nasta, Sorin Alexandrescu și Irina Bădescu
- Manualul de limba slovacă, T.U.B., București, 1972, 449 p. – în colaborare cu Pandele Olteanu, Silvia Armaș, Gheorghe Călin, Anton Tănăsescu
- Prednášky o slovenskej literatúre. Slovenská literatúra po roku 1918 [„Prelegeri despre literatura slovacă. Literatura slovacă după anul 1918”], Tipografia Universităti̧i din București (T.U.B.), București, 1975, 198 p.
- Istoria literaturii slovace, Editura Univers, București, 1976, 253 p. (ed. a II-a, revizuită și adăugită, Editura Universal Dalsi, București, 1999, 285 p.)
- Raporturi literare româno-slave, Tipografia Universităti̧i din București (T.U.B.), București, 1976, 407 p. – în colaborare cu Voislava Stoianovici
- Variácie : z tvorby slovenských spisovatel'ov v Rumunsku, 2 vol., Editura Kriterion, București, 1978–1980 (vol. I – 240 p.; vol. II – 183 p.) – în colaborare cu Dagmar Mária Anoca și Ondrej Štefanko
- Mic dicționar slovac-român, Editura Sport-Turism, București, 1978, 480 p. – în colaborare cu Monica Breazu
- Mic dicționar român-slovac, Editura Sport-Turism, București, 1979, 429 p. – în colaborare cu Monica Breazu
- Actele Simpozionului de raporturi culturale, literare și lingvistice româno-iugoslave / Radovi Simpozijuma posvećenog rumunsko-jugoslovenskim kulturnim, književnim i lingvističkim vezama ; București, 21–25 octombrie 1976, Tipografia Universităti̧i din București (T.U.B.), București, 1979, 624 p. – în colaborare cu Dorin Gămulescu și Mirco Jivcovici
- Ghid de conversație slovac-român. Konverzačná príručka slovensko-rumunská, Editura Sport-Turism, București, 1981, 148 p. – în colaborare cu Monica Breazu
- Ghid de conversație român-slovac. Konverzačná príručka rumunsko-slovenská, Editura Sport-Turism, București, 1982, 148 p. – în colaborare cu Monica Breazu
- Studii de literatură comparată, Editura Univers, București, 1987, 206 p.

- Pohľady, rozhľady a solilokviá [„Priviri, orizonturi și solilocvii”], selecție de articole și eseuri, Nădlac, 1996, 160 p.

- Slovenska literatura : ucebnica pre 12. rocnik [„Literatura slovacă: manual pentru clasa a XII-a”], Editura Universității București, București, 1997 – în colaborare cu Ivan Molnar, Pavol Bujtár și Dagmar Mária Anoca
- Utopie și antiutopie, Editura Universității București, București, 1998, 166 p. (ed. a II-a, Editura Universității București, București, 2013, 154 p.)
- Akoby iný kontinent [„Un altfel de continent”], selecție de studii, traducere de Hildegart Bunčáková, Dilema, Bratislava, 2000, 110 p.
- Pohľady zvonku [„Priviri din exterior”], selecție de studii, Editura Ivan Krasko, Nădlac, 2001, 198 p.
- Studii literare slave, Editura Universității București, București, 2009, 278 p.

### Scrieri literare
- Crima de la km. 99, roman, Ed. Allfa, București, col. Pisica neagră, 1998, 134 p.;
- Utopie și antiutopie, eseuri, București, 1998;
- Ciclopul, roman, Ed. Ivan Krasko, Nădlac, 2001, 109 p.;
- Poetul și ciorile, proză scurtă, Ed. Ivan Krasko, Nădlac, 2002, 143 p.;
- Moartea lui Adrian Iacob, roman, Ed. Ivan Krasko, Nădlac, 2004, 113 p.;
- Priveliști dunărene, Ed. Ștef, Drobeta Turnu Severin, 2010, 125 p.

### Antologii îngrijite
- Antologia Slovenskej literatury : V-VIII [„Anexă la manualele de Citire, clasele V-VIII”], Editura Didactică și Pedagogică, București, 1998, 338 p.
- Nu e zână mai frumoasă : antologie de poezie slavă premodernă, Editura Paideia, București, 2007, 208 p. – în colaborare cu Octavia Nedelcu, Mihai Mitu și Voislava Stoianovici
- Literatură cehă veche : antologie de texte : (sec. IX-XVII), Editura Universității din București, București, 2013, 300 p. – în colaborare cu Anca Irina Ionescu, Mircea Dan Duță și Helliana Ianculescu
- Romanul comic în literaturile slave : studii, Editura Universității din București, București, 2015, 295 p. – în colaborare cu Dagmar Mária Anoca, Mihaela Moraru, Octavia Nedelcu (editor) și Anca Irina Ionescu (introducere)
- Meridiane literare : file din istoria literaturii europene, Editura Universității din București, București, 2016, 311 p. – ediție îngrijită de Corneliu Barborică și Anca Irina Ionescu

### Prefețe
- Božena Němcová, Bunicuța, roman, Editura pentru Literatură, București, col. Biblioteca pentru toți (nr. 155), 1962, 328 p. – traducere de Jean Grosu, prefață de Corneliu Barborică

### Traduceri

#### În limba slovacă
- Alexandru Odobescu, Lišiak Rypák (Jupân Rănică Vulpoiul), Editura pentru limbi străine, București, 1957. 29 p. – traducere în slovacă de Corneliu Barborică și Josef Kaliniak, ilustrații de A. Alexe[6]

#### În limba română
- František Hečko, Satul de lemn, Editura de Stat pentru Literatură și Artă, București, 1959, 624 p.;
- Ondřej Sekora, Timpul în imagini, Editura Tineretului, București, 1961, 12 f.;
- Vladimír Mináč, Cu vîntul în față, Editura pentru Literatură Universală, București, 1962, 372 p.;
- Jarmila Glazarová, Așteptare, Editura pentru Literatură Universală, București, 1965, 262 p.;
- Milo Urban, Biciul viu, roman, Editura pentru Literatură Universală, București, 1969, 340 p.;
- Jožo Nižnánsky, Fîntîna dragostei, Editura Eminescu, București, col. Romanul de dragoste, 1971, 300 p. – semnată cu pseud. Ion Cîrmaciu;
- Bohumil Hrabal, Toba spartă, povestiri, Ed. Univers, București, col. Minerva, 1971, 418 p.;
- Ivan Krasko, Nox et solitudo, versuri, Ed. Univers, București, col. Orfeu, 1973, 92 p.;
- Jan Mukařovský, Studii de estetică, Ed. Univers, București, 1974, 464 p.;
- Vincent Šikula, Acalmie, Ed. Univers, București, col. Globus, 1977, 212 p.;
- Ce este literatura? Școala formală rusă, antologie alcătuită de Mihai Pop, Ed. Univers, București, col. Globus, 1983, 738 p. – în colaborare cu Inna Cristea, Mariana Ciurca ș.a.;
- Ondrej Štefanko, Rostul întrebărilor, Ed. Facla, Timișoara, 1987, 55 p. – în colaborare cu Ivan Miroslav Ambruš și Ondrej Štefanko
- Lirica slovacă de la începuturi până azi, Ed. Minerva, București, col. Biblioteca pentru toți (nr. 1277), 1987, 307 p. (ed. a II-a revăzută și adusă la zi, Ed. Ivan Krasko, Nădlac, 2002, 358 p.);
- Ondrej Štefanko, Dagmar Mária Anoca, Ivan Miroslav Ambruš și Adam Suchanský, Confesiuni pe un papirus. Patru poeți slovaci din România, antologie de poezie slovacă din România, Ed. Kriterion, București, 1991;
- Ivan Krasko, Zeu: poezii, București, 1992;
- Ladislav Ballek, Vieți irosite, roman, 2 vol., Ed. Minerva, București, col. Biblioteca pentru toți, 1999, 211 p.+256 p. – în colaborare cu Heliana Ianculescu;
- Vincent Šikula, Cu Rozarka, Ed. Societății Culturale și Științifice „Ivan Krasko”, Nădlac, 2000, 80 p.;
- Ladislav Ballek, Poșta din sud, Ed. Societății Culturale și Științifice „Ivan Krasko”, Nădlac, col. Travers, 2000, 215 p.;
- Bohumil Hrabal, Flecarii, Ed. Societății Culturale și Științifice „Ivan Krasko”, Nădlac, 2000, 155 p.;
- Bohumil Hrabal, Trenuri cu prioritate, Ed. Societății Culturale și Științifice „Ivan Krasko”, Nădlac, 2000, 111 p. (ed. a II-a, Ed. Ivan Krasko, Nădlac, 2007, 82 p.; ed. a III-a, Ed. Art. București, 2012, 128 p.);
- Bohumil Hrabal, Vreți să vedeți Praga de aur?, Ed. Ivan Krasko, Nădlac, 2000, 130 p.;
- Ivan Krasko, Nox et solitudo, ed. bilingvă româno-slovacă, Nădlac, 2001, 179 p.;
- Milo Urban, Lângă moara din deal. Bătrânețe, nuvele, Ed. Ivan Krasko, Nădlac, 2002, 121 p. – în colaborare cu Ondrej Štefanko și Florin Bănescu;
- Rudolf Sloboda, Ursula, Ed. Ivan Krasko, Nădlac, 2003, 173 p. ;
- Antologie de poezie slavă premodernă (sec. IX-XVIII), Editura Universității din București, București, 2003, 111 p. – în colaborare cu Octavia Nedelcu;
- Bohumil Hrabal, Perlă dosită, Ed. Ivan Krasko, Nădlac, 2006, 181 p. – în colaborare cu Jean Grosu și Ondrej Štefanko;
- Bohumil Hrabal, Anunț pentru casa în care nu mai vreau să locuiesc, Ed. Ivan Krasko, Nădlac, 2006, 141 p. – în colaborare cu Ondrej Štefanko;
- Bohumil Hrabal, Amăgitorii, Ed. Ivan Krasko, Nădlac, 2006, 241 p. – în colaborare cu Jean Grosu și Ondrej Štefanko;
- Milan Rúfus, Poezii, Ed. Paralela 45, Pitești, 2007, 112 p.;
- Dušan Mitana, O după-amiază caniculară, Ed. Paralela 45, Pitești, 2007, 216 p.